# تيد ليندساي
تيد ليندساي (بالإنجليزية: Ted Lindsay)‏‏ (29 يوليو 1925 - 4 مارس 2019 في بلدة أوكلاند تشارتر) لاعب هوكي الجليد من كندا.

## الجوائز
- كأس ستانلي
- جائزة أرت روس [الإنجليزية]‏[9][10]

## روابط خارجية
- تيد ليندساي على موقع دوري الهوكي الوطني (الإنجليزية)
- تيد ليندساي على موقع EliteProspects.com (الإنجليزية)
- تيد ليندساي على موقع HockeyDB.com (الإنجليزية)
- تيد ليندساي على موقع Hockey-Reference.com (الإنجليزية)
- تيد ليندساي على موقع قاعة كندا للمشاهير الرياضية (الإنجليزية)
- تيد ليندساي على موقع قاعة أونتاريو للمشاهير الرياضية (مؤرشف) (الإنجليزية)